# Krówniki (stacja kolejowa)
Krówniki − zamknięta w 1994 roku kolejowa stacja towarowa w Krównikach, w gminie Przemyśl, w powiecie przemyskim, w woj. podkarpackim, w Polsce. Położona jest przy linii kolejowej nr 120 i linii kolejowej nr 123 ze stacji Hurko. Została oddana do użytku w 1953 roku przez Polskie Koleje Państwowe.